# 呉清源〜極みの棋譜〜
『呉清源〜極みの棋譜〜』（ごせいげん きわみのきふ、原題：呉清源）は、中国出身の囲碁の棋士、呉清源の生涯を描いた伝記映画。2006年公開。
原作は呉清源の自著『中の精神』（東京新聞出版局刊）。

## 出演
- 呉清源： 張震（チャン・チェン）
- 瀬越憲作： 柄本明
- 舒文（呉の母）： 張艾嘉（シルビア・チャン）
- 中原和子： 伊藤歩

- 呉炎（呉の兄）： 辛柏青（シン・バイチン）
- 呉の妹 ： 黄奕（ホアン・イー）
- 李玉堂 ： 李雪健（リー・シュエチェン）

- 木谷實： 仁科貴
- 橋本宇太郎： 大森南朋
- 本因坊秀哉： 井上堯之
- 正力松太郎： 不破万作
- 岩本薫： 伊藤洋三郎
- 高川秀格： 北岡久貴
- 金木： 宇津宮雅代
- 西園寺公毅： 米倉斉加年

- 川端康成： 野村宏伸
- 長岡良子： 南果歩
- 双葉山定次： 真柴幸平
- 喜多文子： 松坂慶子

## 日本側スタッフ
- 製作協力：日本棋院、松竹京都映画、日活
- ラインプロデューサー：清水一夫、元持昌之
- 制作担当：阿曽芳則
- 特殊メイク：江川悦子
- 日本語脚本考証：桐山桂一
- 台詞校正：荒井晴彦、丸内敏治、加藤正人、田村祥子
- 現像： 東京現像所

## 受賞等
- 2007年上海国際映画祭 最優秀監督賞、最優秀撮影賞